# Pensacola signata
Pensacola signata là một loài nhện trong họ Salticidae.
Loài này thuộc chi Pensacola. Pensacola signata được Elizabeth Maria Gifford Peckham & George William Peckham miêu tả năm 1885.